# Conrad Pochhammer
Conrad Pochhammer (* 22. September 1873 in Greifenberg in Pommern; † 25. März 1932 in Potsdam) war ein deutscher Mediziner und Hochschullehrer. Er war Universitätsprofessor in Berlin und königlich preußischer Generaloberstabsarzt.

## Leben
Pochhammer studierte Medizin an der Friedrich-Wilhelms-Universität zu Berlin, wo er im Jahr 1896 promoviert wurde und später nach seiner Habilitation ordentlicher Professor wurde.
Im Jahr 1909 war er Stabsarzt. Er schied als Generaloberstabsarzt aus dem aktiven Dienst aus.
Pochhammer heiratete am 14. Mai 1918 in Potsdam Angelina (Ina) von Rintelen (* 19. August 1893 in Stettin; † 14. April 1983 in Berlin), die Tochter des königlich preußischen Generalleutnants Wilhelm von Rintelen (1855–1938, der im Jahr 1913 mit allen Nachkommen in den preußischen erblichen Adelsstand erhoben worden war), und der Hedwig Russell (1865–1953).

## Werke
- Über die Aetiologie der Myelitis, speziell in ihren Beziehungen zur Syphilis. Inaugural-Dissertation vom 17. Juli 1896, Medizinische Fakultät der Universität Berlin, C. Vogts Buchdruckerei, Berlin 1896
- Experimentelle Untersuchungen über die Entstehung des Starrkrampfs und die Wirkung des Tetanustoxins im menschlichen und tierischen Organismus, in: „Sammlung klinischer Vorträge“, Verlag Barth, Leipzig 1909